# Повх Микола Іванович
Мико́ла Іва́нович По́вх (5 червня 1993 — 26 липня 2014) — солдат 51-ї окремої механізованої бригади Збройних сил України, учасник російсько-української війни.

## Короткий життєпис
Народився 1993 року в селі Велимче Ратнівського району Волинської області. 
Мобілізований 10 квітня 2014 року. Стрілець, 51-ша окрема механізована бригада.
Загинув 26 липня 2014 року внаслідок снайперського обстрілу, прикриваючи блокпост українських військ у Донецькій області. Разом з Миколою загинув молодший сержант Станіслав Кулакевич.
Похований у селі Велимче, Ратнівський район.
Без Миколи лишились батьки.

## Нагороди
За особисту мужність і героїзм, виявлені у захисті державного суверенітету та територіальної цілісності України, вірність військовій присязі під час російсько-української війни, відзначений — нагороджений
- 27 червня 2015 року — орденом «За мужність» III ступеня.